# Iglesia de la Virgen de la Esperanza (Teresa)
La iglesia parroquial Virgen de la Esperanza, en Teresa, en la comarca del Alto Palancia en Castellón, es un lugar de culto declarado de modo genérico Bien de Relevancia Local, en la categoría de Monumento de interés local, según la Disposición Adicional Quinta de la Ley 5/2007, de 9 de febrero, de la Generalitat, de modificación de la Ley 4/1998, de 11 de junio, del Patrimonio Cultural Valenciano (DOCV Núm. 5.449 / 13/02/2007), con código autonómico 12.07.110-001.

## Descripción
Se trata de un templo perteneciente a la Diócesis de Segorbe-Castellón, en concreto al arciprestazgo de San Antonio Aabad, con sede en Jérica.
El edificio es del siglo XVI. Construido siguiendo las pautas del estilo manierista con las variantes de esta comarca, utiliza como materiales mampostería y sillería, y presenta una fachada que se estructura en  lado de la epístola, en el que se sitúan tanto el acceso al templo, que se realiza tras subir una doble escalinata, como la torre campanario.
La planta presenta una sola nave, con capillas, de menor altura que la central, entre los contrafuertes, y cubierta interiormente acabada, en nave, capilla mayor, presbiterio y capillas laterales, en bóvedas de crucería. También presenta sacristía y bajo coro (con frente rebajado) con cubierta plana en ambos casos. En su disposición se distinguen tres crujías.
Durante la guerra del 36 el templo sufrió graves desperfectos, lo que hizo necesaria su reconstrucción casi total, que fue llevada a cabo por el Servicio Nacional de Regiones Devastadas y Reparaciones, por lo que del templo original tan solo queda el primer tramo de la iglesia y el talud que se construyó para igualar el terreno de la plaza con la construcción.
Externamente se encuentra adosada por la parte del ábside a otros edificios, y se puede observar la presencia de un alero de tejas cerámicas decorado con ménsulas del mismo material.
La fachada, que como hemos dicho anteriormente está en un lateral del edificio, presenta una portada de tipo pórtico (con cubierta en forma de bóveda de cañón y de mayor altura que las capillas situadas entre los contrafuertes), en el que se distinguen una portada en forma de retablo renacentista, de una puerta de dos hojas de madera forradas de placas metálicas; enmarcada por pilastras compuestas de fuste acanalado, con arquitrabe liso y una hornacina de triangular frontón y decoraciones esféricas. Además, a la izquierda de la portada puede verse un reloj de sol.
Este lateral en el que se presenta la fachada es donde se encuentra la torre campanario, de fábrica, al igual que el resto del templo, de mampostería y sillar; presenta cuatro cuerpos (en el que el primero presenta forma de talud) y remate.